# Louis Moritz
Luis Moritz (nacido en Pfaffenhoffen, Alsacia, Francia, en 1830) fue un empresario, fundador de la cervecera barcelonesa Moritz. 

## La llegada a Barcelona
Louis Moritz llega en 1851 a Barcelona procedente de Pfaffenhoffen, localidad de la región cervecera de Alsacia, donde había nacido 21 años atrás y donde su hermano mayor era maestro cervecero. Buen conocedor, por su origen, de la cerveza y de su proceso de producción, su primer destino será la pequeña fábrica que Ernest Ganivet (también francés y afincado en Barcelona) tenía en la calle de Cirés de Barcelona, donde trabajará como maestro cervecero. En 1856 Louis Moritz ya elabora su propia cerveza. Tres años después compra la fábrica de Joan Maurer, situada en la calle del Portal de Santa Madrona, lo que le convierte en uno de los productores más importantes de Barcelona.
La demanda de cerveza aumenta y el negocio crece con la adquisición de más terrenos. En 1862 compra una finca en la recién planificada Ronda de San Antonio (a partir del derribo de las murallas y el inicio de la aplicación del Plan Cerdá), para inaugurar, dos años más tarde, una de las primeras construcciones del Ensanche: la que iba a ser la mayor fábrica de cerveza de la ciudad durante muchos años. El tamaño del establecimiento iría aumentando de forma progresiva, con la compra, por parte de Louis Moritz, de los edificios vecinos, hasta crear un gran complejo arquitectónico que, en parte, sus sucesores recuperan en la actualidad. En el año 1897 se inaugura la Cervecería Moritz.

## La Fábrica de Cervezas Moritz, S.A.
Louis Moritz fallece en 1920. Dos años después, sus herederos crean la Fábrica de Cervezas Moritz, S.A.. La calidad y reputación de Moritz se consolida durante la década de los años 1920. Entre los principales clientes de Moritz destacan locales que ya forman parte de la historia de Barcelona, como el Zurich, Boliche, Velódromo, Font del Gat o el Suizo. En 1930, Moritz logra un volumen récord de ventas y, dos años después, la empresa ya controla el 34 % del total del mercado catalán. 
En la década de 1940, la fábrica empieza a recuperar producción, que irá aumentando año tras año. En 1947 se recupera el ritmo de ventas anterior a la Guerra Civil. En los años 50 se mantiene esta tónica al alza y se vive uno de los mejores momentos de la empresa. Se duplican las ventas y los beneficios. A principios de los años 60, la fábrica de Ronda de San Antonio se queda pequeña y la familia, que lleva ya unos años pensando en cambiar la planta de producción, adquiere unos terrenos.
Ante esta situación, y en un momento en que la empresa necesita nuevas infraestructuras, Moritz se fusiona con Lamot y crean la sociedad Cervezas Barcelona, S.A. para aumentar la producción. Sin embargo, en los años 1970, la crisis del petróleo afecta a distintos sectores de la economía y ante la imposibilidad de una recuperación después de la creación de Cervezas Barcelona, S.A., Moritz decide vender su parte del accionariado. Cervezas Barcelona, S.A. desaparece en 1978.
En 2004 la quinta y la sexta generación de la familia Moritz relanzaron la cervecera en el mismo sitio donde Luis Moritz fundó cerveza Moritz en 1856. 
- Datos: Q9024453